# Clarktaucher
Der Clarktaucher (Aechmophorus clarkii) ist ein Lappentaucher, der in Nordamerika lebt. Bis in die 1980er Jahre wurde häufig angenommen, er wäre eine blassere Morphe des Renntauchers.

## Merkmale
Der Clarktaucher ist mit 51–74 cm Körperlänge bedeutend größer als ein Haubentaucher. Das Gewicht liegt zwischen 550 und 1225 g. Er ähnelt mit seinem langen Schnabel, dem langen Hals und der weiß-schwarzen bis dunkel-graubraunen Färbung stark dem nahe verwandten Renntaucher. Wie bei diesem ist keine auffällige Haube ausgeprägt. Die beiden Arten lassen sich durch die beim Clarktaucher hellere, orangegelbe Schnabelfärbung unterscheiden. Außerdem ist beim Clarktaucher die Partie vor dem Auge weiß – ein Merkmal, das im Schlichtkleid weniger ausgeprägt sein kann. Die Flanken sind heller als beim Renntaucher, was aber kein allzu verlässliches Artmerkmal ist. Die Geschlechter ähneln sich; das Weibchen ist etwas kleiner und kurzschnäbeliger.

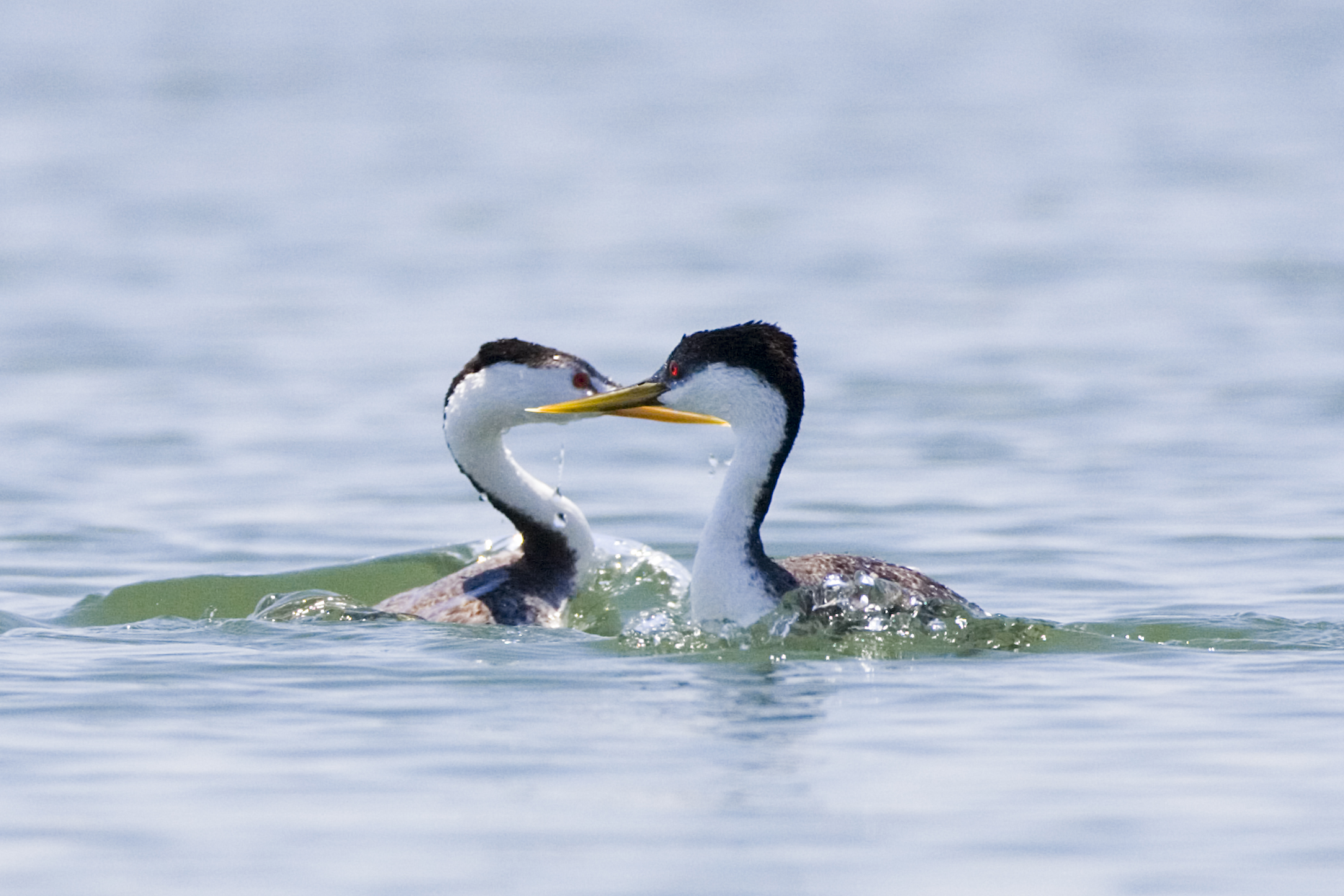
Clarktaucher und Renntaucher (links)

Bei adulten Vögeln im Brutkleid ist die Iris orangerot und von einem gelben bis orangen, nackten Orbitalring umgeben, von dem ein schmaler Steg bis zur Schnabelspalte reicht. Der Schnabel ist orangegelb mit etwas dunklerem First. Die schieferschwarze Färbung von Stirn, Scheitel und Nacken hellt sich zum Rücken hin etwas auf; die übrige Oberseite ist dunkel schiefergrau. Die Gesichtspartie ist einschließlich Zügel und manchmal auch Überaugenstreif weiß wie auch Kinn, Kehle, vorderer Hals und die Unterseite. Lediglich die Flanken sind dunkel schiefergrau und zu einem variablen Anteil mit Weiß durchsetzt. Der Oberflügel ist überwiegend dunkelgrau mit nahezu weißen Arm- und inneren Handschwingen, wobei die Handschwingen einen dunklen Spitzensaum zeigen, der sich zur dunkelgrauen Flügelspitze hin stetig verbreitert. Der Unterflügel ist heller als der Oberflügel. Er zeigt zwar ein ähnliches Muster, das aber weniger deutlich ist. Die Armdecken sind weißlich, die Achselfedern grau. Beine und Füße sind außen dunkel schiefergrau, innen olivfarben bis gelblich.
Das Schlichtkleid ähnelt dem Brutkleid. Oft ist die Partie über und hinter dem Auge grau gefärbt. Vögel im Jugendkleid ähneln adulten Tieren, wirken aber insgesamt etwas gräulicher.

## Verbreitung und Geografische Variation
Der Clarktaucher besiedelt große Teile des westlichen Nordamerikas vom südlichen Kanada südwärts bis Kalifornien, Arizona und Colorado, wo er aber nur zerstreut vorkommt. Eine weitere Population besteht im Bereich der mexikanischen Hochebene. Es werden zwei Unterarten anerkannt, von denen A. c. transitionalis etwas größer ist als die Nominatform.
- A. c. clarkii (Lawrence, 1858) – vom nördlichen Chihuahua südwärts bis nach Nayarit, ins nördliche Guerrero, San Luis Potosí und Puebla; möglicherweise auch am Caballo Lake in New Mexico.
- A. c. transitionalis Dickerman, 1986 – vom südlichen British Columbia südwärts bis nach Kalifornien, ins westliche Arizona und südliche Colorado.

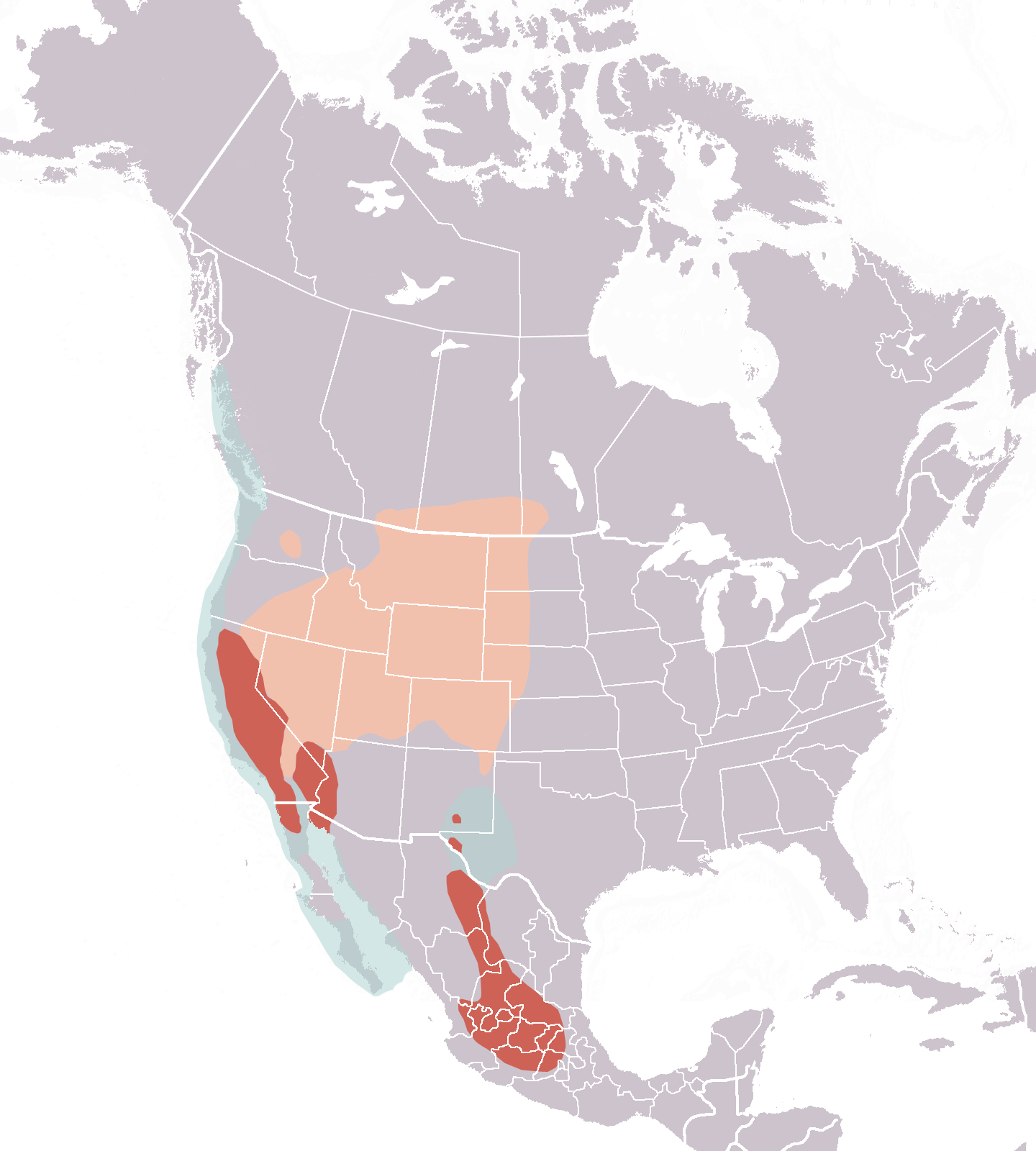
Bordeauxrot: Ganzjahresvorkommen,
Rosa: Brutareal,
Blau: Überwinterungsgebiet

## Wanderungen
Die meisten kanadischen und US-amerikanischen Brutvögel überwintern vermutlich gemeinsam mit Renntauchern an der Küste des Pazifik und seltener auch am Golf von Mexiko. Weiter südlich brütende Clarktaucher sind vermutlich Standvögel, die allenfalls lokal begrenzte Ortswechsel vornehmen.

## Lebensraum
Der Clarktaucher brütet an Binnengewässern und Brackwassersümpfen, an Seen, Rückhaltebecken und Teichen. Bevorzugt werden größere, offene Wasserflächen, deren Ufer für gewöhnlich mit Binsen oder Sauergräsern bewachsen sind. An Orten, wo die Art gemeinsam mit dem Renntaucher vorkommt, scheint sie eher die Gewässermitte und tiefere Bereiche zu nutzen.

## Ernährung
Über die Ernährung des Clarktauchers ist wenig bekannt. Sie ähnelt vermutlich der des Renntauchers und besteht überwiegend aus Fischen und vor allem zur Brutzeit auch aus wasserlebenden Insekten. In den Mägen weiblicher Clarktaucher wurden wesentlich kleinere Fische als bei Renntauchern gefunden; bei Männchen bestätigte sich diese Beobachtung aber nicht. Die Art scheint im Unterschied zum Renntaucher weiter vom Ufer entfernt und in größeren Tiefen zu jagen. Zur Brutzeit sind die Vögel dabei einzeln oder in Paaren zu beobachten. Außerhalb der Brutzeit sind sie recht gesellig und vergesellschaften sich auch mit dem Renntaucher.

## Fortpflanzung
Die Brutzeit liegt im Norden zwischen Mai und Juli; in Mexiko erstreckt sie sich teils bis in den Oktober. Es findet eine Jahresbrut statt. Die Art brütet in gemeinsamen Kolonien mit dem Renntaucher, die oft aus hunderten oder tausenden von Nestern bestehen. Gelegentlich sind aber auch einzelne Brutpaare anzutreffen.

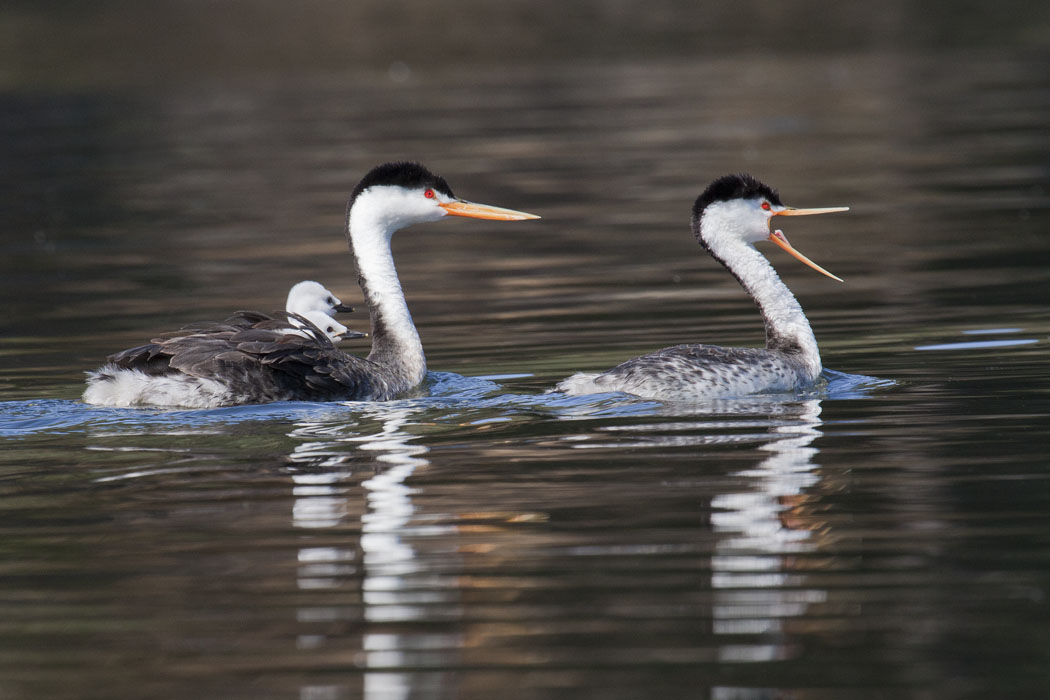
Eine Clarktaucherfamilie in Kalifornien, USA. Zwei Küken sitzen auf dem Rücken eines Elternvogels

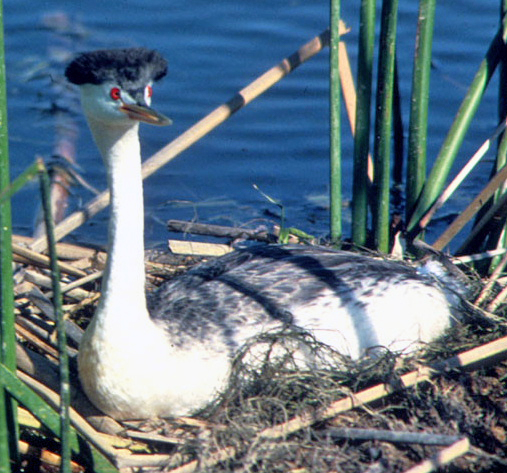
Clarktaucher im Brutkleid

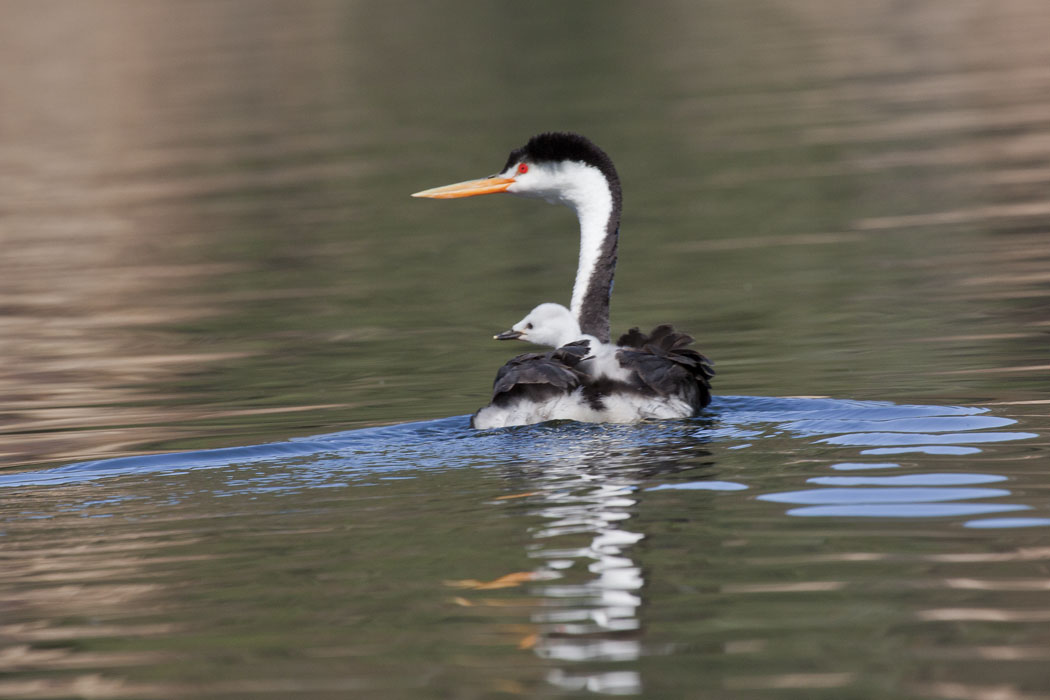
Clarktaucher auf dem Santa Margarita Lake in Kalifornien

Das Nest ist eine stabile Plattform aus Pflanzenmaterialen, die schwimmend oder auf dem Boden errichtet wird. Das Gelege besteht aus 3–4 Eiern. Bei einer Anzahl von bis zu sieben handelt es sich wohl um Gelege zweier Weibchen in einem Nest, was in Kolonien dieser Gattung nicht selten vorkommt. Die Eier werden etwa 23 Tage bebrütet, die Jungen zwischen 63 und 77 Tagen von den Eltern versorgt.
Der Bruterfolg kann stark schwanken. In gemischten Kolonien mit dem Renntaucher weist die Art höhere Bruterfolge auf. Beispielsweise betrug in einer Kolonie mit 18,6 % Clarktauchern deren Anteil bei den Paaren mit Bruterfolg 33,6 %.

## Bestand
Der Clarktaucher ist nicht bedroht. Im Norden ist er sehr viel seltener als der Renntaucher, nach Süden hin nimmt die Häufigkeit jedoch stetig zu und in Kalifornien ist der Clarktaucher die häufigere Art. Über den Bestand in Mexiko ist nichts bekannt. Er ist vermutlich nicht sehr groß. Vermutlich ist die Art von den gleichen Gefährdungsursachen betroffen wie der Renntaucher: Habitatveränderungen bis hin zur Zerstörung wie beispielsweise die Entwässerung von Feuchtgebieten, menschliche Störungen an Brutkolonien, Gewässerverunreinigung und das Verheddern in Fischernetzen. In Zentralmexiko scheint sich vielerorts die Mahd von Simsen für industrielle Flechtereien negativ auf den Bruterfolg auszuwirken. Im Norden Mexikos brütet der Clarktaucher fast ausschließlich auf künstlichen Wasserreservoirs. Vermutlich hat die vermehrte Anlage derselben im 20. Jahrhundert die Ausbreitung der Art dort stark gefördert.

## Etymologie und Forschungsgeschichte
George Newbold Lawrence beschrieb den Clarktaucher unter dem Namen Podiceps clarkii. Zur Analyse hatte er drei Typusexemplare zur Verfügung. Eines davon sammelte John Henry Clarke (1853–1931) in Chihuahua.
Der Begriff »Aechmophorus« leitet sich aus den griechischen Worten »aikhmē ακόντιο« für »Speer« und »pherō πιάζω« für »tragen« ab. Das Artepitheton »clarkii« ist seinem Sammler gewidmet. Das Wort »transitionalis« ist lateinischen Ursprungs und bedeutet »übergehen«.